# St. Hanshaugen

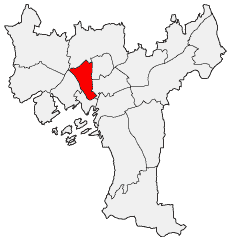
Situación del distrito dentro de Oslo.

St. Hanshaugen (en español: la Colina de San Juan) es uno de los 15 distritos de la ciudad de Oslo, Noruega. Su forma es triangular, limitando al norte con los edificios de la Norsk Rikskringkasting y el Hospital Universitario Ullevål y al sur con el campus de Blindern de la Universidad de Oslo. Al este limita con el oeste del río Akerselva.
El distrito debe su nombre al parque homónimo que se encuentra en el centro, donde los ciudades suelen celebrar el solsticio de verano. El parque fue plantado por la ciudad entre los años 1876-86; tiene un pabellón, y una piscina reflectante que cubre un embalse.
- Datos: Q2092428
- Multimedia: St. Hanshaugen / Q2092428